# Strbouleň
Strbouleň (Conocarpus) je rod rostlin z čeledi uzlencovité. Zahrnuje 2 druhy stromů a keřů s jednoduchými střídavými listy a drobnými květy v kulovitých květenstvích. Je rozšířen v tropické Africe a Americe. Druh Conocarpus erectus roste jako součást mangrovových porostů na mořských pobřežích. Dřevo je odolné vůči mořské vodě a používá se také jako kvalitní palivo. Strbouleně se pěstují v suchých oblastech tropů jako odolné okrasné dřeviny.

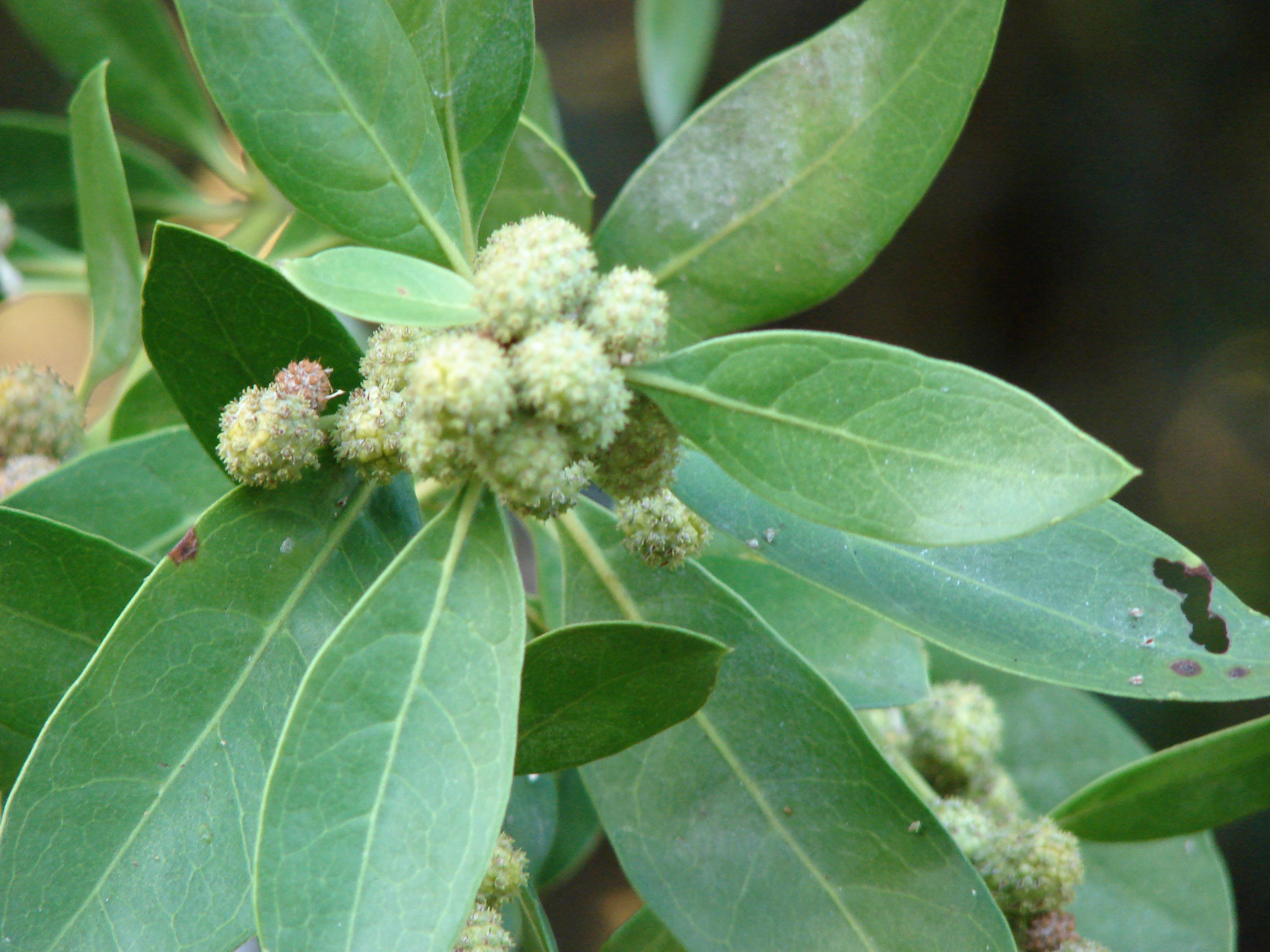
Větévka C. erectus s vyvíjejícími se plody

## Popis
Zástupci rodu strbouleň jsou keře a stromy, dorůstající výšky zpravidla do 20 metrů. Stromy jsou často vícekmenné. Borka bývá podélně brázditá. Mladé větévky jsou hranaté až tence křídlaté. Listy jsou jednoduché, střídavé, řapíkaté, celokrajné, kožovité. Na bázi čepele jsou 2 nebo 4 žlázky. Květy jsou oboupohlavné, drobné, v hustých kulovitých hlávkách uspořádaných do hroznovitých květenství. Kalich je krátký, se zploštělou kališní trubkou, na konci baňkovitý a zakončený 5 laloky. Koruna chybí. Tyčinek je většinou 5. Tyčinky mají dlouhé nitky a vyčnívají z květů. Semeník je spodní, tvořený jediným plodolistem obsahujícím 2 vajíčka. Čnělka je krátká, šídlovitá, zakončená jednoduchou bliznou. Plodem jsou křídlaté nažky v kulovitém plodenství. Oplodí je korkovité.

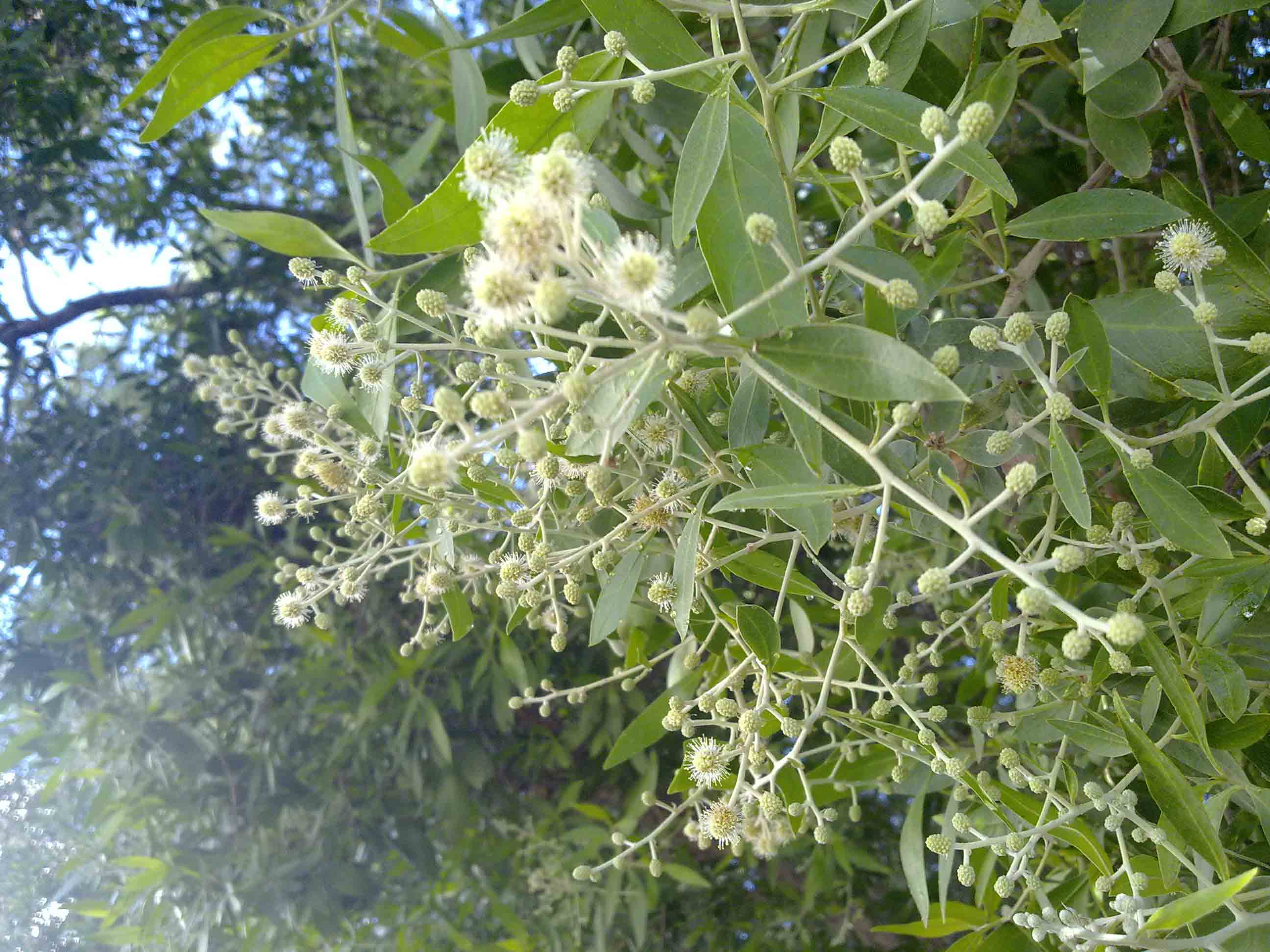
Květenství C. erectus
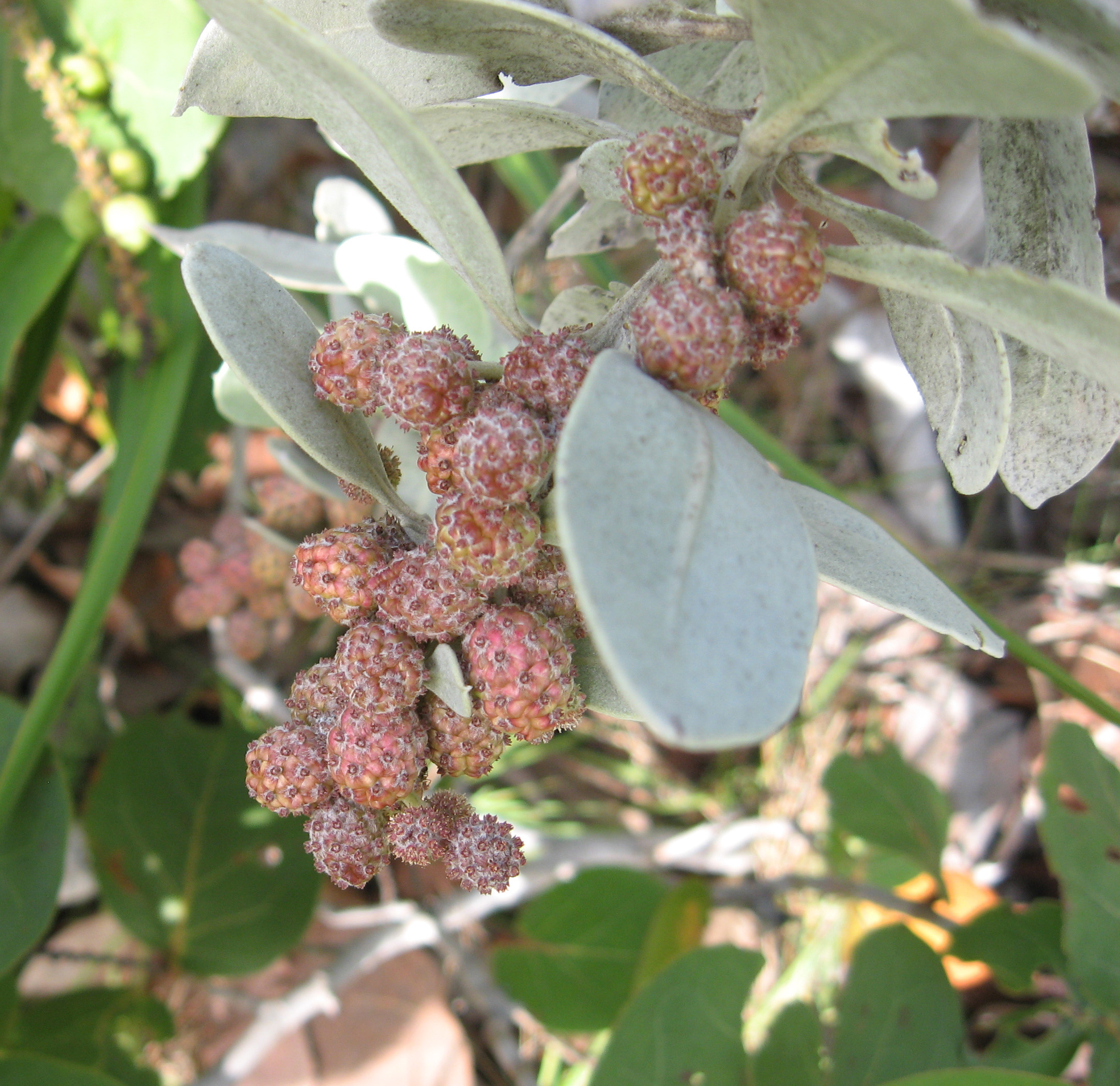
Plodenství C. erectus
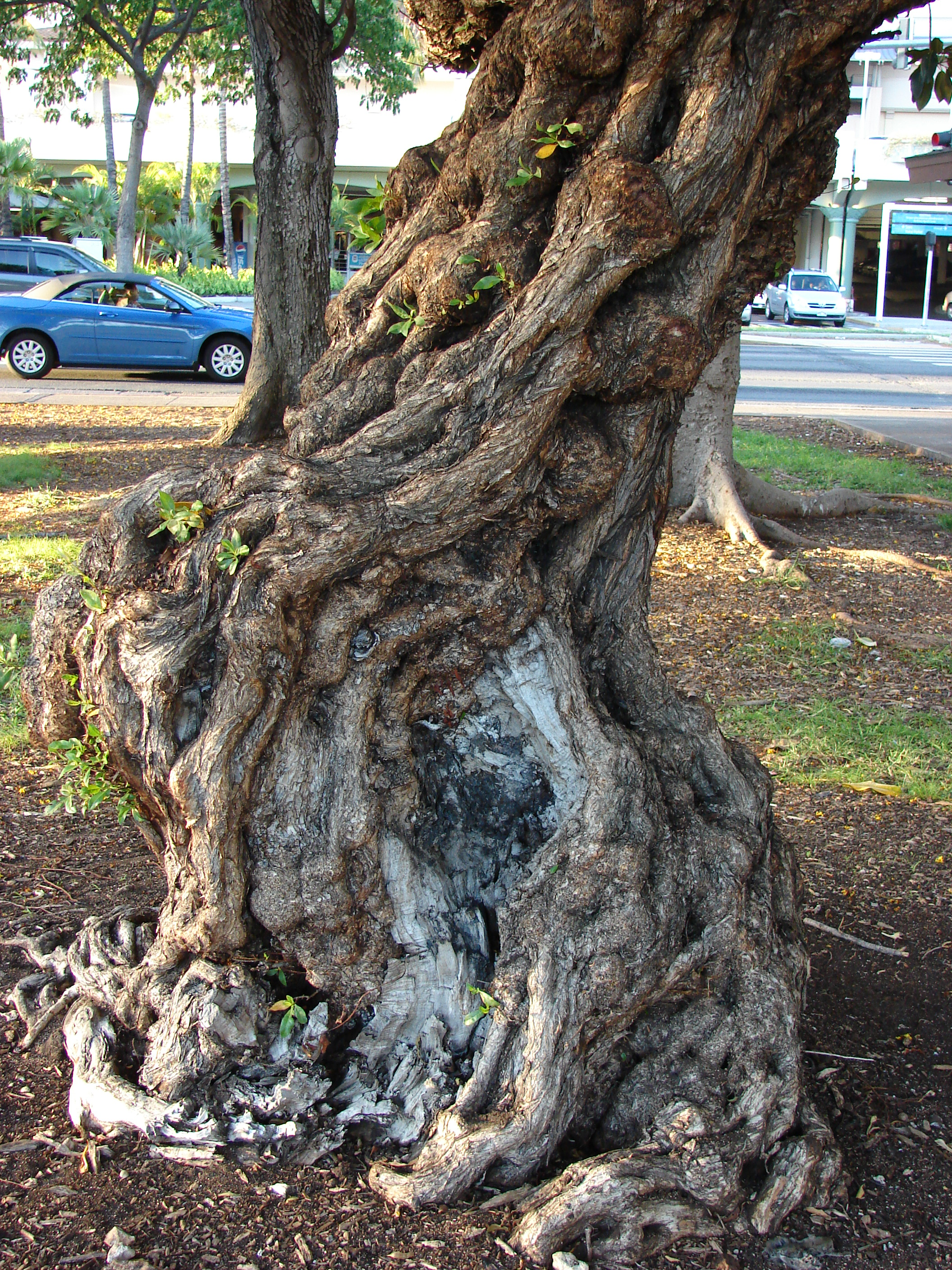
Kmen C. erectus

## Rozšíření
Rod strbouleň zahrnuje pouze 2 druhy. Druh Conocarpus erectus je rozšířen na pobřežích tropické západní Afriky, v tropické Americe včetně Karibských ostrovů a na některých tichomořských (Galapágy) a atlantických (Bermudy) ostrovech. Roste na mořském pobřeží jako součást mangrovových porostů, někdy i ve vnitrozemí na okrajích bažin a vodních toků. Na americkém kontinentě sahá areál rozšíření od Floridy a Mexika po severní Peru a Brazílii.
Druh C. lancifolius se přirozeně vyskytuje pouze v Somálsku a jižním Jemenu. Roste na březích vodních toků v polopouštních oblastech při pobřeží.

## Ekologické interakce
Strbouleně jsou přizpůsobeny růstu v zasoleném prostředí.
Na rubu listů strbouleně jsou v úžlabí žilek drobná domatia, obývaná symbiotickými roztoči.
Plody Conocarpus erectus jsou přizpůsobeny šíření mořskou vodou a pravděpodobně se rozšířily z Ameriky do Afriky unášené mořskými proudy.

## Význam
Dřevo C. erectus je tvrdé a odolné proti mořské vodě, není však odolné vůči termitům. Používá se zejména na stavbu lodí a různé mořské konstrukce a stavby. Velmi dobře hoří, produkuje málo kouře a používá se jako kvalitní topivo. Je též vyhledáváno k uzení ryb. Z kůry se získávají třísloviny a má význam v tradiční medicíně. Porosty tohoto druhu chrání pobřežní duny před erozí a poskytují potravu četným druhům zvířat. Občas je tento druhy vysazován jako okrasný strom a existují i šlechtěné formy. Kultivar 'Momba' má nízký, kompaktní vzrůst, 'Card Sound' se vyznačuje dlouhými a úzkými listy.
Druh C. lancifolius je zejména v suchých oblastech severní a východní Afriky a v Arábii pěstován jako okrasný a pouliční strom. Rostlina akumuluje některé těžké kovy a má také potenciál při obnově půd kontaminovaných ropou.